# 小田繪里奈
小田繪里奈（日语：／ Oda Erina */?，1997年4月25日—）是日本女藝人，為女子偶像團體AKB48前成員，曾擔任Team 8神奈川縣代表，神奈川縣出身，所屬經紀公司為YKAgent。2014年以AKB48 Team 8成員身份出道。2024年4月23日自AKB48畢業。

## 經歷
2014月4月3日，通過「AKB48 Team 8 全國同步徵選」，成為Team 8創始成員。
2016年10月1日，首個冠名廣播節目開始播出。
2017年3月20日，AKB48營運方發表第48張單曲《空有願望》，小田首次獲選為AKB48單曲的選拔成員。2017年12月8日，於AKB48劇場舉行的「AKB48 12周年紀念公演」上，AKB48營運方發表第五次組閣（分隊編組調整）的消息，小田將開始兼任Team K。新組閣編組於2018年4月起實施。
2018年6月16日，於「第10屆AKB48選拔總選舉」上獲得第60名，首度進入AKB48選拔總選舉榜內。
2019年9月27日至29日，小田首次主演舞台劇《如偶然的相遇〜達利、馬格利特、恩斯特的迷宮美術館〜》（偶然の出会いのように〜ダリ、マグリット、エルンストの迷宮美術館〜）。
2020年10月30日，在SHOWROOM直播中宣布移籍經紀公司至「Central Group（現：YKAgent）」。
2021年12月16日，在澀谷的eplus LIVING ROOM CAFE&DINING舉行首次個人演唱會。
2023年11月13日，在「我的太陽」公演宣布將在2024年4月畢業。
2024年3月17日，於PIA Arena MM舉行的「AKB48春季演唱會2024 in PIA Arena MM 夜場～淚水留待某天～」（AKB48 春コンサート2024 in ぴあアリーナMM 夜の部〜涙はいつの日か〜）中和岡部麟共同舉行畢業典禮。4月23日，在AKB48劇場舉行畢業公演，正式從AKB48畢業。4月30日，發行首本個人寫真集《青春的時刻表》（青春の時刻表）。5月27日，開設個人YouTube頻道。

## 音樂作品

### AKB48單曲
|      | 發行日期       | 單曲名稱         | 參與歌曲名稱         | 名義                    | 收錄於 | MV | 備註               |
| ---- | -------------- | ---------------- | -------------------- | ----------------------- | ------ | -- | ------------------ |
| 37th | 2014年08月27日 | 心意告示牌       | 去47個美麗城市       | Team 8                  | 劇場盤 | ★  | 出道作品           |
| 38th | 2014年11月26日 | 希望無限         | 制服的翅膀           | Team 8                  | Type D | ★  |                    |
| 39th | 2015年03月04日 | Green Flash      | 從打招呼開始         | Team 8                  | Type H | ★  |                    |
| 42th | 2015年12月09日 | 紅唇Be My Baby   | 搗蛋鬼小蝗蟲         | Team 8                  | Type C | ★  |                    |
| 44th | 2016年06月01日 | 不需要翅膀       | 通往夢想的路         | Team 8                  | Type C | ★  |                    |
| 46th | 2016年11月16日 | High Tension     | 將星空獻給你         | Team 8 EAST             | Type C | ★  |                    |
| 46th | 2016年11月16日 | High Tension     | 又考慮了你的事情     | Team Vocal              | 劇場盤 |    |                    |
| 48th | 2017年05月31日 | 空有願望         | 空有願望             |                         | 全版本 | ★  | A面曲 首次進入選拔 |
| 50th | 2017年11月22日 | 11月的腳鏈       | 熱愛人生！           | Team 8                  | Type B | ★  |                    |
| 52nd | 2018年05月30日 | Teacher Teacher  | 你是我的風           | AKB48集團Center試驗選拔 | 全版本 | ★  |                    |
| 52nd | 2018年05月30日 | Teacher Teacher  | 末班電車之夜         | Team K                  | Type B | ★  |                    |
| 53rd | 2018年09月19日 | 感傷列車         | 某天 不經意…         | Future Girls            | Type B | ★  |                    |
| 54th | 2018年11月28日 | NO WAY MAN       | 即使如此她依舊       | 大人選拔2018            | Type B | ★  |                    |
| 54th | 2018年11月28日 | NO WAY MAN       | 通往夢的程序         | AiKaBu選拔              | Type E | ★  |                    |
| 54th | 2018年11月28日 | NO WAY MAN       | 堵住耳朵!            | Team Nice fight         | 劇場盤 |    |                    |
| 55th | 2019年03月13日 | 回憶上心頭DAYS   | Generation Change    | AKB48 B面選拔           | Type A | ★  |                    |
| 56th | 2019年09月18日 | 持續愛你         | 喜歡你 喜歡你 喜歡你 | Team 8                  | Type A | ★  |                    |
| 57th | 2020年03月18日 | 感謝失戀         | 匆匆忙忙             | Team 8                  | Type C | ★  |                    |
| 58th | 2021年09月29日 | 一切都成Rumor    | 西高東低             | Team 8                  | Type B |    |                    |
| 59th | 2022年05月18日 | 是前男友         | 是前男友             |                         | 全版本 | ★  | A面曲              |
| 59th | 2022年05月18日 | 是前男友         | Loss of time         | Team K                  | Type B | ★  |                    |
| 60th | 2022年10月19日 | 久違的Lip Gloss  | 久違的Lip Gloss      |                         | 全版本 | ★  | A面曲              |
| 60th | 2022年10月19日 | 久違的Lip Gloss  | Sugar night          | SHOWROOM選拔            | 全版本 | ★  |                    |
| 61st | 2023年04月26日 | 無論如何都喜歡你 | 無論如何都喜歡你     |                         | 全版本 | ★  | A面曲              |
| 61st | 2023年04月26日 | 無論如何都喜歡你 | 並非永別             | Team 8                  | Type-A |    |                    |
| 62nd | 2023年09月27日 | 如果不是偶像的話 | 如果不是偶像的話     |                         | 全版本 | ★  | A面曲              |

### AKB48專輯
|     | 發行日期       | 專輯名稱                     | 參與歌曲名稱           | 名義   | 收錄於          | 備註 |
| --- | -------------- | ---------------------------- | ---------------------- | ------ | --------------- | ---- |
| 6th | 2015年01月21日 | 這裡是羅德斯島、在這裡跳吧！ | 笨手笨腳的支持         | Team 8 | Type A          |      |
| 7th | 2015年11月18日 | 0與1之間                     | 一輩子可以遇見多少人   | Team 8 | MILLION SINGLES |      |
| 8th | 2017年01月25日 | 點時成菁                     | 是因為這樣我才喜歡你嗎 |        | Type B          |      |

## 演出

### 電視劇
- 豆腐職業摔角 最終集（2017年7月2日，朝日電視台）：飾演 神秘練習生
- 從謊言開始的愛情（2021年6月27日，日本電視台）[25]

### 電視節目
- 音樂舞台「如偶然的相遇〜達利、馬格利特、恩斯特的迷宮美術館〜」（2019年11月11日，NHK BS Premium）[12]
- 小田繪里奈的JAZZ In My Heart（2019年12月30日，栃木電視台）[26]
- 趣味之時！ 「最短マスター!日本のボードゲーム囲碁将棋」（2022年10月4日－11月22日，NHK教育頻道）[27][28]

### 電視動畫
- 群馬寶寶 第2集 （2021年10月10日 TOKYO MX）：聲演 まーや[29]

### 廣播
- 橫濱TOYOPET プレゼンツ AKB48 Team 8 小田えりなのスーキ!ドライブ in KANAGAWA（2016年10月1日－12月31日、2017年1月8日，日本放送）[6][30][31]
- 横浜トヨペットC-HR presents DISCOVER YOKOHAMA 2017（2017年1月9日，日本放送、FM橫濱）- 特別來賓[32]

### 舞台劇
- 馬路須加學園 〜Lost In The SuperMarket〜（2016年7月25日－8月5日，赤坂ACT劇場）：飾演 Skinless[33]
- 絢爛與爛漫（2016年9月10日－19日，品川王子大飯店 eX俱樂部）：飾演 正田薫[34]
- 朗讀劇場「戀工場」（2016年9月24日，Bellesalle澀谷花園 C廳）[35]
- [番外篇] 舞蹈革命～那時的我～（2017年8月30日－9月3日，築地本願寺）：飾演 山川いろは[36][37]
- 舞台版「馬路無理學園」（2018年10月19日－28日，日本青年館表演廳）：飾演 Tausend/美山千里[38]
- 銀岩鹽 Vol.3 LIVE ENTERTAINMENT「神之牙-JINGA-轉生」～消失的不是我，是這個世界。～（2019年1月5日－14日，天王洲 銀河劇場）：飾演 友葉（女主角）[註 2][39][40]
- 音樂舞台「如偶然的相遇〜達利、馬格利特、恩斯特的迷宮美術館〜」（2019年9月27日－29日，KAAT神奈川藝術劇場）：飾演 私（主演）[41]
- 朗讀劇「用石頭和布出剪刀」（2020年12月18日－19日，Alternative劇院）：飾演 Naoko[42]
- 舞台「馬路無理學園_蕾-RAI-」（2021年3月27日－4月4日，天王洲 銀河劇場）：飾演 Tausend[43]
- 舞台「馬路無理學園-LOUDNESS-」（2021年8月20日－8月29日，品川王子大飯店 Stellar Ball）：飾演 Tausend[44]
- 內部戲劇「『卡拉OK音樂劇』時光倒流女孩」（2021年10月16日，線上直播）：飾演 Yumin[45]
- 日本劇作家協會節目 OFFICE SHIKA MUSICAL 雜踏音樂劇《霓虹兒童》（2022年3月3日－14日，座・高圓寺1／18日－21日，伊丹Ai Hall）：飾演 短[46]
- AKB48 Team 8「KISS 8」-8th Anniversary Special Performance-（2022年5月13日－22日，天王洲 銀河劇場）[47][48]
- 舞台「DARKNESS HEELS〜THE LIVE〜2022」（2022年9月15日－20日，1010劇院）：飾演 Camilla[49][50]
- img Act5「明日的畢業生們」（2023年4月8日－16日，Sumida Park劇場 SOU）：飾演 笠原華[51]
- NLTプロデュースコント公演「天使のように微笑んで財布なくしてガム踏んで」（2024年8月28日－9月1日，博品館劇場）[52]
- 音樂劇「薔薇王的葬列」（2025年4月19日－27日，全勞濟會館（日语：スペース・ゼロ））：飾演 安妮·內維爾[53]

### 活動
- 元町 安全・安心パレード（2017年5月5日、2018年5月5日，横浜元町商店街）- 神奈川縣警察加賀町警察署1日警察署長[54][55]
- 豆腐職業摔角 The REAL 2017 WIP CLIMAX in 後樂園會館（2017年8月29日，後樂園會館） ：飾演 歌姬小田[56]
- 「110番の日に伴う地域安全キャンペーン」地域安全合同パトロール（2018年1月10日，橫濱中華街）- 神奈川縣警察加賀町警察署1日警察署長[57]
- 豆腐職業摔角 The REAL 2018 WIP QUEENDOM in 愛知縣體育館（2018年2月23日，愛知縣體育館）：飾演 歌姬小田[58]
- 福岡亞洲Collection 2018 SPRING／SUMMER（2018年3月25日，福岡國際中心）[59][60]
- 橫濱TOYOPET presents 橫濱海盜 vs. 宇都宮皇者（2019年3月24日，橫濱國際游泳館）[61]
- 東京女孩展演
  - 第30回 Mynavi Tokyo Girls Collection 2020 SPRING／SUMMER（2020年2月29日，國立代代木競技場第一題育館）[62][63]
  - 第33回 Mynavi Tokyo Girls Collection 2021 AUTUMN／WINTER（2021年9月4日，埼玉超級競技場）[64]
  - IDOL RUNWAY COLLECTION Supported by TGC（2023年8月7日，國立代代木競技場第二題育館）[65]
- 小田繪里奈&清水麻璃亞 粉絲見面會「Erina&Maria Fan Meeting」（2023年6月4日，二子玉川Rise）[66]
- Rakuten GirlsAward 2023 AUTUMN／WINTER（2023年9月30日，幕張展覽館）[67]

### 演唱會
- 首次個人演唱會（2021年12月16日，東京澀谷・eplus LIVING ROOM CAFE＆DINING）[68]
- 個人演唱會（2022年4月18日－19日，東京丸之内・Cotton Club）[69]
- 個人演唱會（2023年7月17日，東京有樂町・I’M A SHOW）[70]
- 個人演唱會（2024年4月2日，橫濱紅磚倉庫）[71]
- 個人演唱會「スチューデントライフ」（2025年2月2日，KIWA TENNOZ）[72]
- 個人演唱會「Pi Pi Pink!」（2025年7月12日，Blues Alley Japan）[73]

### 平面代言
- tvk「2016 高中棒球新聞」官方應援角色（2016年，神奈川電視台）[74]
- SMALL WORDS TOKYO（2020年11月1日－）- 官方大使[75]

### 網絡節目
- ODA ERINA × TANK 小田えりなと初めての横浜ドライブ!（2016年12月22日，橫濱Toyopet）[76]

## 書籍

### 寫真集
- 青春的時刻表（青春の時刻表；2024年4月30日，玄光社）[77]

### 新聞連載
- 讀賣新聞 月刊Team8 神奈川縣代表（神奈川縣版擔當）「おだえりのほっこり575」（2019年4月－2021年3月，讀賣新聞社）[78][79]

## 備註
1. ↑  標註有「★」符號者表示該首歌曲有拍攝MV。
2. ↑  與伊波杏樹為雙重角色。

## 外部連結
- 小田繪里奈官方粉絲俱樂部 （页面存档备份，存于）（日語）
- 經紀公司個人介紹頁 （页面存档备份，存于）（日語）
- AKB48個人介紹頁（日語）
- AKB48 Team 8個人介紹頁 （页面存档备份，存于）（日語）
- 小田繪里奈的X（前Twitter） （日語）
- 小田繪里奈的Instagram帳戶 （日語）
- 小田繪里奈 官方755 （页面存档备份，存于）（日語）
- YouTube上的小田繪里奈的頻道 （页面存档备份，存于）（日語）